# Tuxedo Brass Band
La Tuxedo Brass Band o Tuxedo Orchestra fue una de las bandas de jazz tradicional más importantes del Nueva Orleans de comienzos del siglo XX.
Formada en 1910, estuvo dirigida por el cornetista Papa Celestin (1884-1954) e integrada por músicos reconocidos, como el clarinetista Lorenzo Tio, el trombonista Sam Dutray o el guitarrista Johnny St. Cyr. Su nombre proviene del lugar donde solían actuar, el "Tuxedo Dance Hall", en la calle Franklin.
En 1913 cambió su nombre por el de Original Tuxedo Orchestra, para evitar confusiones con otras bandas que utilizaban la palabra Tuxedo en sus nombres. La banda volvió a reunirse en 1925 y, más tarde, con el revival de los años 1940.